# Доротея Мария фон Вюртемберг
Доротея Мария фон Вюртемберг (на немски: Dorothea Maria von Württemberg; * 3 септември 1559, Щутгарт; † 13 март 1639, Хилполтщайн) е херцогиня от Вюртемберг и чрез женитба пфалцграфиня и херцогиня на Пфалц-Зулцбах.

## Биография
Тя е шестата дъщеря на Христоф, херцог на Вюртемберг, и Анна Мария фон Бранденбург.
На 25 ноември 1582 г. Доротея Мария се омъжва в Щутгарт за Ото Хайнрих (1556 – 1604) от род Вителсбахи, пфалцграф и херцог на Пфалц-Зулцбах. Те резидират в замък Зулцбах и го подновяват.

## Деца
Доротея Мария и Ото Хайнрих имат децата:
- Лудвиг (1584 – 1584)
- Анна Елизабет (1585 – 1585)
- Георг Фридрих (1587 – 1587)
- Доротея София (1588 – 1607)
- Сабина (1589 – 1645), ∞ 1625 фрайхер Йохан Георг фон Вартенберг († 1632)
- Ото Георг (1590 – 1590)
- Сузана (1591 – 1661), ∞ на 6 юни 1613 в Нойбург за Георг Йохан II (1586 – 1654), пфалцграф на Пфалц-Гутенберг
- Мария Елизабет (1593 – 1594)
- Анна Сибила (1594 – 1594)
- Анна София (1595 – 1596)
- Магдалена Сабина (1595 – 1596)
- Доротея Урсула (1597 – 1598)
- Фридрих Христиан (1600 – 1600)